# Aleksandra Jarecka
Aleksandra Jarecka (født 11 oktober 1995) er en polsk fægter.
Hun repræsenterede Polen ved sommer-OL 2020 i Tokyo, hvor hun blev elimineret i ottendedelsfinalen.
Ved sommer-OL 2024 i Paris vandt hun bronze i damernes holdkonkurrence.